# Johannes Theodor Kuhlemann

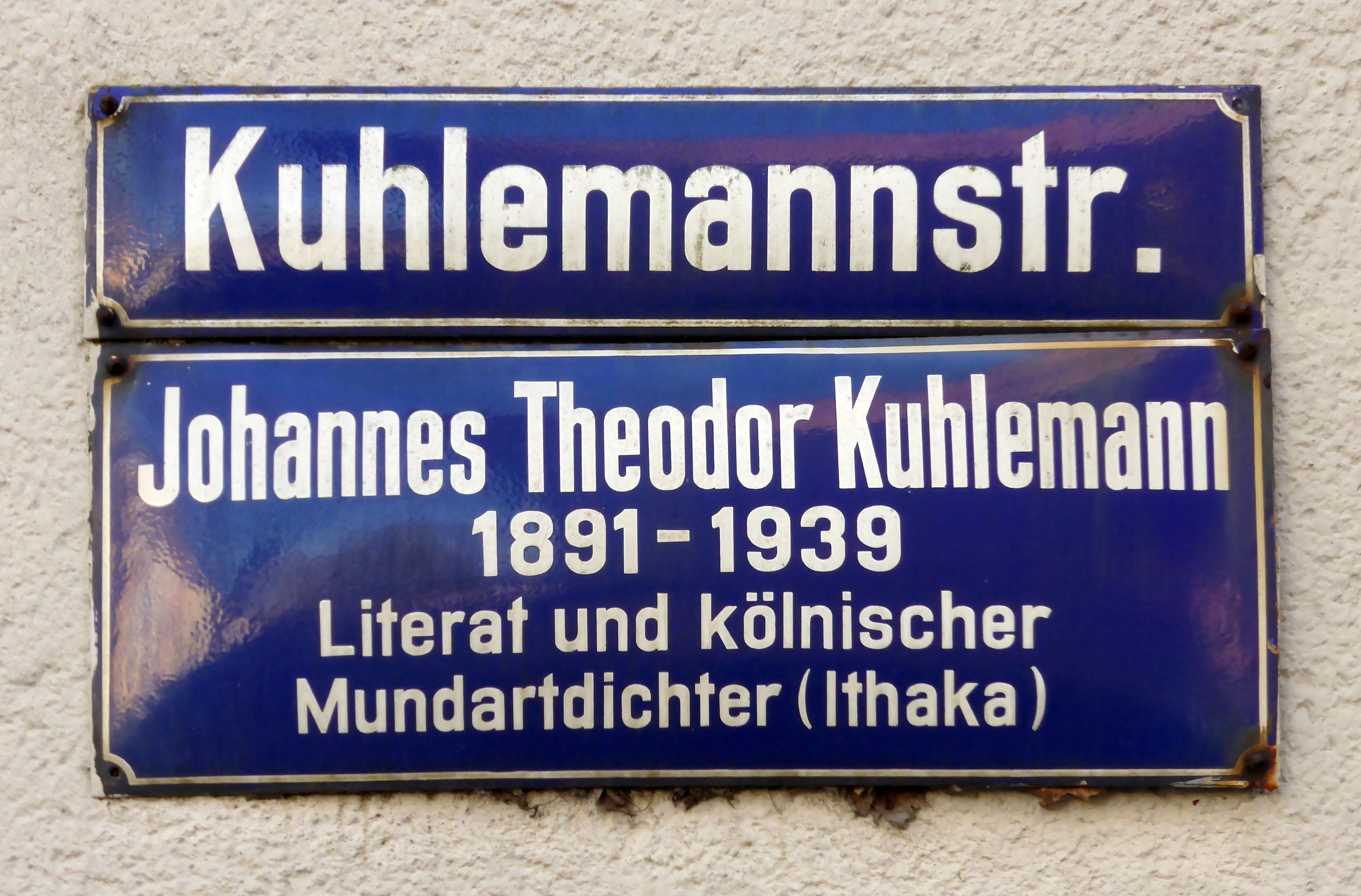
Kuhlemannstraße in Köln

Johannes Theodor Kuhlemann (* 4. November 1891 in Köln-Ehrenfeld; † 9. März 1939 in Köln) war ein deutscher Journalist, Kabarettist und Schriftsteller in Kölscher Mundart.
Kuhlemann war nach dem Ersten Weltkrieg einige Jahre als Redakteur und Musikkritiker in Saarbrücken tätig. Nach seiner Rückkehr nach Köln arbeitete er im Sekretariat des Tabakhändlers und Schriftstellers Josef Feinhals (Pseudonym Collofino) und im Tabakmuseum als Kulturhistoriker. Kuhlemann beschäftigte sich intensiv mit Geschichte, Literatur, Kunst und Musik Europas und beherrschte sieben Fremdsprachen. 

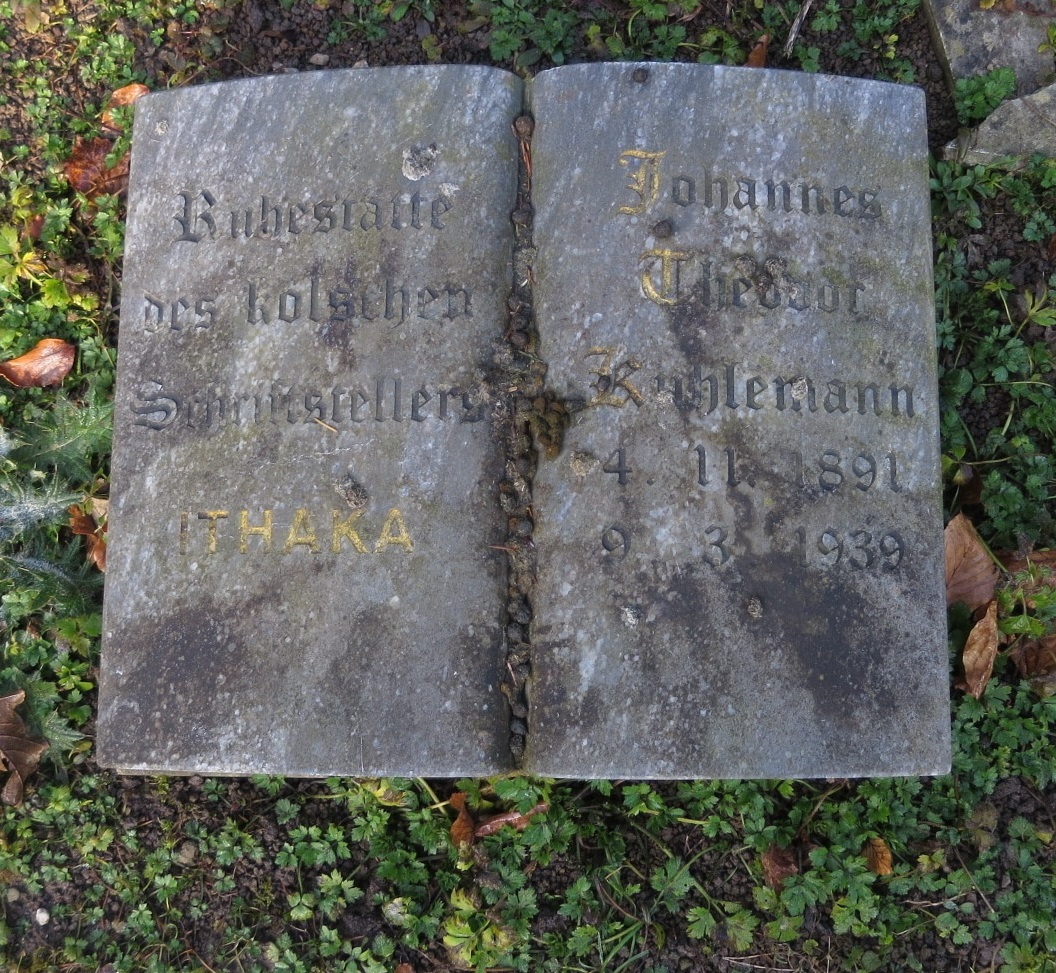
Grab-Gedenkstein auf dem Kölner Südfriedhof

Angeregt zur kölschen Mundartdichtung wurde er vom Schauspieler, Regisseur und Theaterleiter Franz Goebels, der in Köln das „Theater des werktätigen Volkes“ gegründet hatte, und mit dem er bei der Revue D’r zweite halve Hahn zusammenarbeitete. Gefördert von Otto Brües veröffentlichte er zahlreiche kölsche Gedichte. Er veröffentlichte auch einige kulturhistorische Beiträge im Kölner Stadt-Anzeiger. Kuhlemann erfreute sich durch seine Vorträge und Lesungen in Köln großer Popularität.
Als sein Hauptwerk gilt Consolamini, ein Gedicht-Zyklus, 1919 im Kairos Verlag Köln-Ehrenfeld mit fünf Zeichnungen von Max Ernst erschienen. Es waren die ersten Buchillustrationen des noch unbekannten Freundes. Da sich das Buch so gut wie nicht verkaufte, wurde die gesamte Auflage 1920 eingestampft. 
Sein Gedichtzyklus Landschaften wurde 1919 von Erwin Schulhoff vertont. Johannes Theodor Kuhlemann veröffentlichte viele seiner Werke unter dem Pseudonym Ithaka, zusammengesetzt aus den Anfangsbuchstaben seines Namens J.Th.K. Die Stadt Köln erinnert an ihn mit der Kuhlemannstraße im Stadtteil Altstadt-Süd.
Kuhlemann war auch als Autor eines Bands Kölsch in der mundartlichen Reihe Was nicht im Wörterbuch steht vorgesehen. Vom Piper Verlag war das Buch bereits angekündigt und sollte auf den 1931 ausgelieferten ersten Band Sächsisch folgen, erschien tatsächlich aber nicht.
Sein Grab auf dem Kölner Südfriedhof (Flur 71) wurde Anfang der 1990er Jahre nach Ablauf der Ruhefrist abgeräumt. Heimatforscher ließen später einen Gedenkstein an der ursprünglichen Grabstätte aufstellen.

## Werke
- Der Alldach eß vun Wundere voll. Hrsg. Joseph Klersch. Pick, Köln 1954.
- Consolamini. Gedichte. Kairos, Cöln-Ehrenfeld 1919.
- D’r zweite halve Hahn. Revue. 1928.
- Kölsche Rheinfahrt. 1935.
- Vom Tabak. Hrsg. J. Feinhals. 1936.
- Bibliophile Parabel. Bibliophilen-Gesellschaft, Köln 1937.
- Köln. Werbeschrift. 1939.
- Die Aktion. Gedicht.
- Saturn. Gedicht.
- Der Strom. Gedicht.
- Die Mitschuldigen: Oper in zwei Akten (Goethe), bearbeitet von Johannes Theodor Kuhlemann, (1918–920, unvollständig) (WV 47)